# Eurydema
Eurydema es un género de hemípteros de la familia  Pentatomidae.

## Especies
Subgénero Eurydema Laporte de Castelnau, 1833
- Eurydema oleracea (Linnaeus, 1758)
- Eurydema ornata (Linnaeus, 1758)

Subgénero Horvatheurydema Dupuis, 1951
- Eurydema fieberi Schummel in Fieber, 1837
- Eurydema rotundicollis (Dohrn, 1860

Subgénero Rubrodorsalium Stichel, 1944
- Eurydema dominula (Scopoli, 1763)
- Eurydema ventralis Kolenati, 1846

- Eurydema armeniaca Kolenati, 1846
- Eurydema cyanea (Fieber, 1864)
- Eurydema eckerleini Josifov, 1961
- Eurydema ferreri Ribes & Vela, 1990
- Eurydema gebleri Kolenati, 1846
- Eurydema herbacea (Herrich-Schaeffer, 1833)
- Eurydema lundbaldi Lindberg, 1960
- Eurydema maculata Fuente, 1971
- Eurydema maracandica Oshanin, 1871
- Eurydema nana Fuente, 1971
- Eurydema rugulosa (Dohrn, 1860)
- Eurydema spectabilis Horváth, 1882